# Aristida tenuissima
Aristida tenuissima là một loài thực vật có hoa trong họ Hòa thảo. Loài này được A.Camus mô tả khoa học đầu tiên năm 1932 publ. 1933.